# Rambha
Rambha är en ort i Indien.   Den ligger i distriktet Ganjām och delstaten Odisha, i den östra delen av landet, 1 300 km sydost om huvudstaden New Delhi. Rambha ligger 1 meter över havet och antalet invånare är 11 276.
Terrängen runt Rambha är platt österut, men västerut är den kuperad.  Närmaste större samhälle är Khallikot, 10,4 km norr om Rambha. Trakten runt Rambha består till största delen av jordbruksmark.